# Côtes de Bordeaux-Saint-Macaire

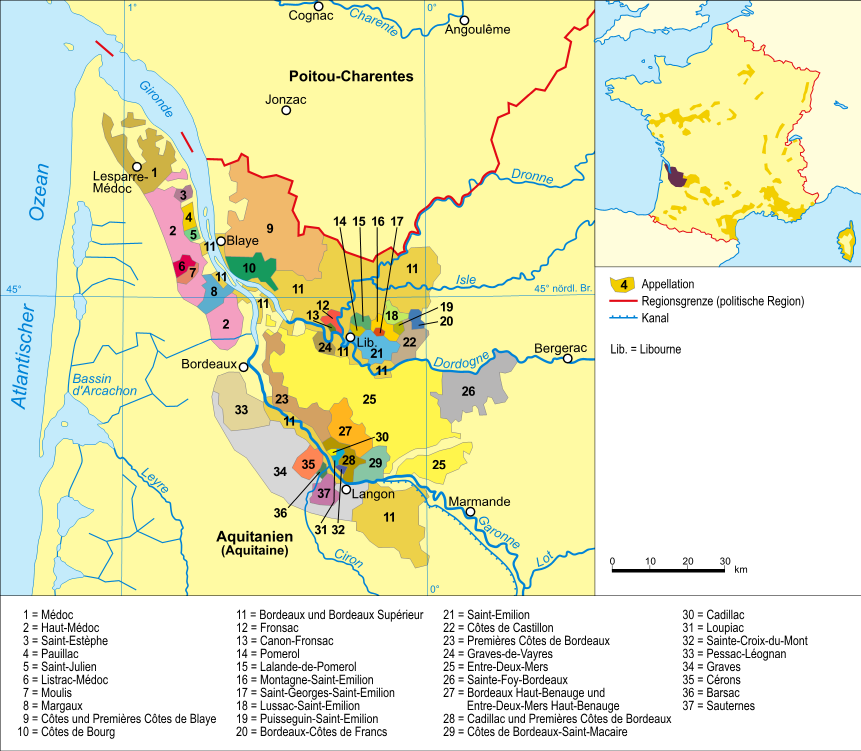
Mapa de la región vitivinícola de Burdeos

Côtes de Bordeaux-Saint-Macaire es una denominación de origen de la región vinícola de Burdeos. Se trata de vinos blancos (vins d'or) elaborados con uvas cosechadas en el interior del territorio de las comunas siguientes, a excepción de las partes de las comunas o parcelas, situadas sobre aluviones modernos: Saint-Macaire, Sainte-Foy-la-Longue, Saint Pierre-d'Aurillac, Pian-sur-Garonne, Saint-Laurent-du-Bois, Caudrot, Saint-André-du-Bois, Saint-Martin-de-Sescas, Saint-Laurent-du-Plan y Saint-Martial.
Las variedades autorizadas son semillón, sauvignon y muscadelle. Los vinos blancos deben provenir de mostos que contengan un mínimo y antes de todo enriquecimiento o concentración de 196 gramos de azúcar natural por litro y presenten, después de la fermentación, un grado alcohólico mínimo de 11,5º. 
La producción no puede exceder de 50 hectolitros por hectárea de viña en producción. La producción media anual de esta denominación es 2.560 hl y la superficie declarada, 64 hectáreas. 
El reconocimiento del Côtes de Bordeaux-Saint-Macaire como appellation d'origine contrôlée (AOC) data de 1936. A partir de 1973, es una denominación de origen protegida (PDO) ante la Unión Europea.